# Chladicí zařízení
Chladicí zařízení je specializované technické zařízení (stroj nebo přístroj) určené pro chlazení (ochlazování), což znamená úmyslné snižování teploty v nějakém uzavřeném prostoru odvodem tepla mimo chlazený prostor nebo předmět. Jde o reverzní proces k vytápění (vyhřívání), který teplotu naopak zvyšuje.
Různí se především podle fyzikálního principu přebírání tepla
- s chladivem, (kompresorové)
- Absorpční chlazení
- termoelektrická (peltierův článek)

a podle způsobu odvodu přebytečného tepla – vnějšího chlazení
- vzduchová (bez vody)
- vodní (bez vzduchu)
  - bez odpařování s odvodem ohřáté vody
  - odpařovací s odvodem (vyfukováním) páry do atmosféry

## Rozdělení podle fyzikálního principu

### Kompresorová zařízení
Páry chladiva se v kompresoru stlačují a přivádí do kondenzátoru, kde zkondenzují. Díky tomu že svojí tepelnou energii předají do okolního prostoru. Z kondenzátoru zkapalněné chladivo přechází do sběrače chladiva, vlastní energií, odkud se přesouvají přes expanzní ventil nebo expanzní kapilára nebo trysku do výparníku. Zde dojde k prudkému snížení tlaku a tím i teploty chladiva. Dojde k přeměně z kapalné fáze na plynnou ⇒ (vznik chladu). Chladivo bere energii z okolního prostoru a tím se ohřeje a zvýšení teploty chladiva a postupným vypařování vychází z výparníku páry chladiva. Z výparníku se vrací plynné chladivo do kompresoru.

### Termoelektrická zařízení
- využívá přímou přeměnu elektrické energie na teplo, nebo chlad (tento princip se nazývá Peltierův jev)
- k tomuto jevu dochází mezi určitými dvojicemi kovů, nebo polovodičů při průchodu stejnosměrného proudu
- rozdíl mezi teplou a studenou stranou je vždy stejný a proto se snažíme teplou stranu ochlazovat například ventilátorem. Tím zvýšíme chlazení.

Využití
- chlazení malých prostorů (chladničky v autech, malé kabiny strojů, klimatizační jednoty)

Nevýhody
- malá účinnost (5-10%)

Výhody
- jednoduchá konstrukce
- spolehlivost (bez ventilátoru, v systému nejsou pohyblivé části)
- tichý provoz

## Rozdělení podle kondenzace plynných chladiv

### Výměníky v chladicím okruhu chlazené vzduchem
Drátové (mají žebrování) Mají přirozenou cirkulaci vzduchu což je výhoda že nepotřebují ventilátor. Nevýhodou jsou velké rozměry využití pouze u malého chladicího zařízení.
Lamelové (mají lamely) mají nucenou cirkulaci vzduchu a proto potřebují ventilátor. Výhodou jsou malé rozměry i pro velké chlazení.

### Výměník chladicího zařízení chlazené vodou
Deskové výměníky je to uzavřený výměník do kterého vstupuje chladivo a zvlášť kapalina. jsou zde komory odděleny slabými dobře tepelně vodivými stěnami přes které si tyto dvě média předávají energii.
Kotlové výměníky fungují podobně jako deskový, ale konstrukce je jinačí místo desek se tu nachází šnek a chladivo prochází přes něj a kapalina se nachází okolo něj.
Lamelové skrápěné vodou jako u lamelových výměníku neodebírá energii vzduch ale voda. 
Výhody
- velký chladicí výkon
- energetická úspornost

Nevýhody
- velká spotřeba vody

### Odpařovací kondenzátory
Princip jako u chlazení vodou, ale je intenzivnější, např. při vyšší teplotě, případně dvouokruhové (vodou se chladí horké chladivo). Trubky, ve kterých je vedeno horké chladivo, jsou sprchovány ⇒ odpařování ⇒ ochlazování povrchu trubek. Odpařování zlepšujeme prouděním vzduchu od ventilátorů
Nevýhody
- spotřeba vody
- vyšší složitost

### S uzavřeným okruhem
Kondenzátor je chlazen nemrznoucí kapalinou (např. glycerin) která obíhá v uzavřeném okruhu – po ohřátí je kondenzátor chlazen v lamelovém výměníku, např. proudem vzduchu.
Výhody
- schopnost pracovat i v chladu (zimě)

Nevýhody
- malá účinnost